# Cyclocephala marginalis
Cyclocephala marginalis är en skalbaggsart som beskrevs av Kirsch 1871. Cyclocephala marginalis ingår i släktet Cyclocephala och familjen Dynastidae. Inga underarter finns listade i Catalogue of Life.